# St Conleth's Park
Le St Conleth's Park (Páirc Naoimh Conlaith en irlandais) est un stade de sports gaéliques situé dans la ville de Newbridge (Comté de Kildare), et l'enceinte des équipes de Football gaélique et de hurling du comté de Kildare.
Originellement,  la capacité d'accueil du stade était de 13.000 places, mais à la suite du grand audit lancé par la GAA en 2011 sur la sécurité des stades,  celle-ci fut ramenée à 8.000 puis à 6.200 places.

## Histoire
Après 19 mois de travaux, le nouveau stade est livré début novembre 2024 pour les finales du championnat de Kildare de football gaélique. La GAA a investi 18 millions d'euros pour recréer le stade en le portant à 15 000 places dont 3 000 assises dans une tribune flambant neuve.